# Stalita hadzii
Stalita hadzii là một loài nhện trong họ Dysderidae.
Loài này thuộc chi Stalita. Stalita hadzii được miêu tả năm 1934 bởi Kratochvíl.